# Santalales
Santalales is een botanische naam, voor een orde van tweezaadlobbige bloeiende planten: de naam is gevormd uit de familienaam Santalaceae. Een orde onder deze naam wordt algemeen erkend door systemen voor plantentaxonomie. De omschrijving is tamelijk constant, in de zin dat altijd ongeveer dezelfde groep planten in de orde geplaatst wordt, maar er is slechts een beperkte overeenstemming over de interne taxonomie van de orde.
De orde is opmerkelijk omdat de meeste leden gedeeltelijk parasitair zijn: ze produceren zelf organische stoffen door fotosynthese, maar tappen toch andere planten af. Het bekende voorbeeld is de maretak (Viscum album).
In het APG-systeem (1998) en het APG II-systeem (2003) is de omschrijving:
- orde Santalales
  - familie Loranthaceae
  - familie Misodendraceae
  - familie Olacaceae
  - familie Opiliaceae
  - familie Santalaceae (Sandelhoutfamilie)

Volgens de APWebsite is dit nog lang geen stabiele omschrijving en is het aannemelijk dat bijvoorbeeld de familie Olacaceae gesplitst gaat worden. Deze website [13 feb 2008] geeft de volgende omschrijving:
- orde Santalales
  - familie Balanophoraceae
  - familie Erythropalaceae
  - familie Loranthaceae
  - familie Misodendraceae
  - familie Olacaceae
  - familie Opiliaceae
  - familie Santalaceae
  - familie Schoepfiaceae

De families Erythropalaceae en Schoepfiaceae zijn afsplitsingen van de Olacaceae. De familie Balanophoraceae is geheel nieuw en wijkt iets af, in de zin dat het volledige parasieten zijn. Deze familie is ongeplaatst in APG II.
In het Cronquist-systeem (1981), waar de orde werd ingedeeld in de onderklasse Rosidae, was de omschrijving:
- orde Santalales
  - familie Balanophoraceae
  - familie Dipentodontaceae
  - familie Eremolepidaceae
  - familie Loranthaceae
  - familie Medusandraceae
  - familie Misodendraceae
  - familie Olacaceae
  - familie Opiliaceae
  - familie Santalaceae
  - familie Viscaceae

Het verschil is iets minder groot dan het lijkt omdat de families Viscaceae en Eremolepidaceae ingevoegd zijn bij de familie Santalaceae volgens APG. De genera Dipentodon (in zijn eentje de familie Dipentodontaceae) en Medusandra (in zijn eentje de familie Medusandraceae) worden door APG II beschouwd als ongeplaatst.
In het Wettstein-systeem (1935), waar de orde werd ingedeeld in de onderklasse Choripetalae, had ze de volgende samenstelling:
- orde Santalales
  - familie Balanophoraceae
  - familie Cynomoriaceae
  - familie Grubbiaceae
  - familie Loranthaceae
  - familie Myzodendraceae [ sic, nu Misodendraceae ]
  - familie Octocnemataceae [ sic, nu Octoknemaceae ]
  - familie Olacaceae
  - familie Opiliaceae
  - familie Santalaceae

Ook deze omschrijving komt dus weer heel dicht bij de opvattingen van APG. De uitzondering zijn de Grubbiaceae, die door APG in de orde Cornales geplaatst worden en de Cynomoriaceae, die door Cronquist werden inbegrepen in de Balanophoraceae, maar door de APWebsite worden ingedeeld in de orde Saxifragales.